# Sistemas avanzados de asistencia al conductor

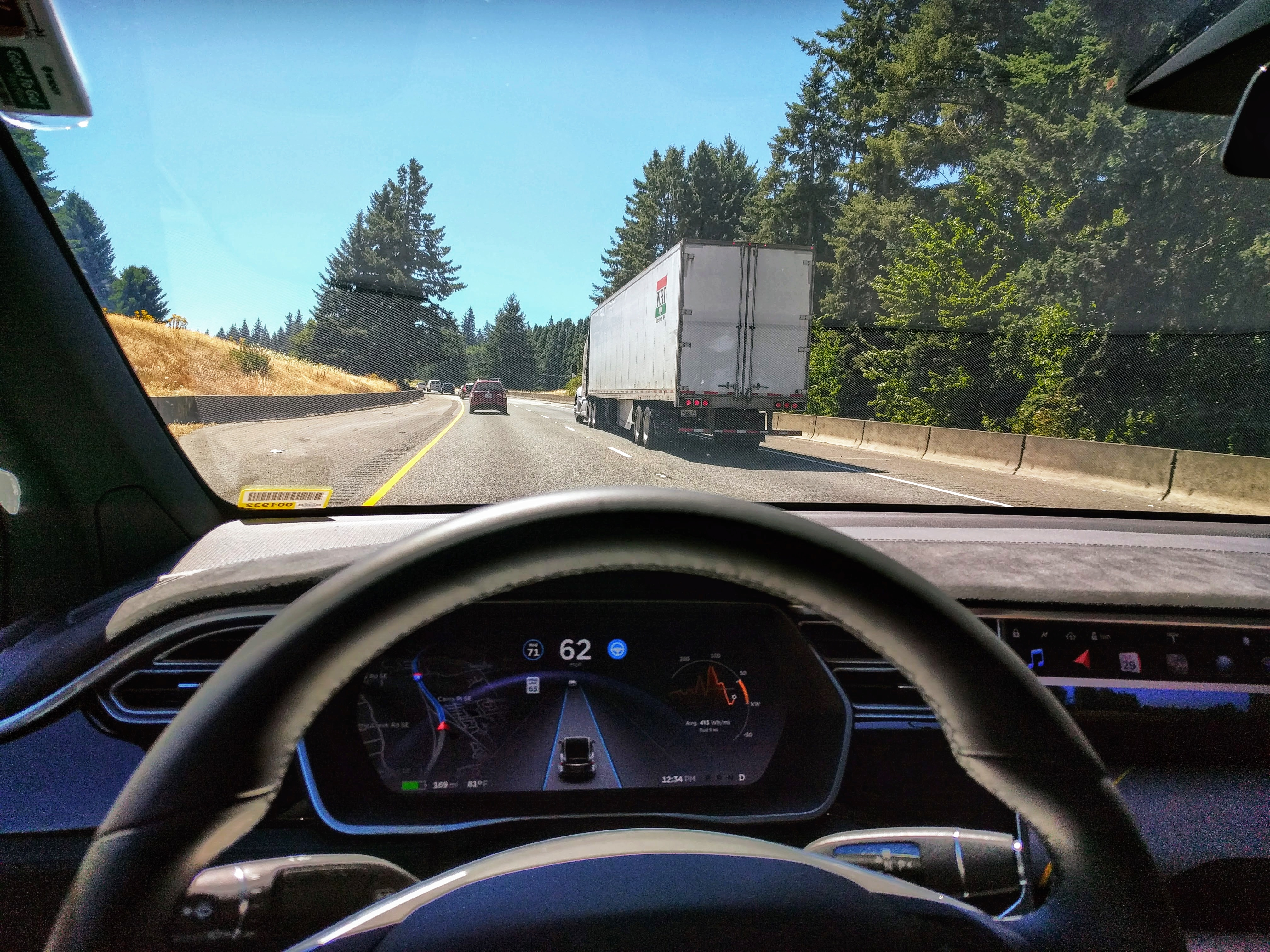
Sistemas avanzados de asistencia al conductor de Tesla puede reducir accidentes por negligencia y cansancio debido a conducir por un largo tiempo.

Los sistemas avanzados de asistencia al conductor (SAAC; en inglés: Advanced Driver Assistance Systems, ADAS) o sistemas de apoyo al conductor son dispositivos auxiliares electrónicos en los vehículos de motor para apoyo al conductor en determinadas situaciones de manejo. Conllevan a menudo aspectos de seguridad, dado que la mayoría de accidentes están provocados por error humano, pero también el incremento del confort de conducción principalmente. Un aspecto adicional es la mejora de la eficiencia económica.
La tarea de conducción se clasifica en el sentido más amplio en los tres niveles de planificación, liderazgo y estabilización. Para los niveles de liderazgo y estabilización casi siempre hay disponibles únicamente tiempos de reacción de (mili)segundos, que solo se puede lograr con la ayuda de sistemas dinámicos de conducción, que superan por mucho la capacidad de acción del hombre.

## Ejemplos
- Asistente de aparcamiento
- Asistente de mantenimiento de carril
- Centrado de carril
- Control de crucero adaptativo
- Dispositivo de bloqueo de arranque
- Sistema de frenado de emergencia

## Construcción y función
Los sistemas de asistencia a la conducción intervienen de forma semiautónoma o autónoma en la transmisión (p.e. gasolina, frenos), en el control (p.e. asistente de estacionamiento-dirección) o en el equipo de señalización del vehículo o avisan al conductor a través de interfaces hombre-máquina adecuadas poco antes o durante las situaciones críticas. Actualmente la mayoría de los sistemas de asistencia al conductor están diseñados de forma que la responsabilidad queda en el conductor (de manera que normalmente puede sobrellevarse la intervención autónoma) y que con ello no se le imponga nada. Algunos argumentos son sobre todo:
- La situación jurídica, por la cual el conductor tiene en todo momento la responsabilidad por la conducción de su vehículo y debe poder tener control en todo momento (Convención de Viena sobre tránsito vial, 1968, art. 8, sección 5): Cada conductor debe poder controlar permanentemente su vehículo o sus animales.
- Que no sea suficiente la fiabilidad de muchos sistemas. Algunas tardes especialmente complicadas en este rubro son el reconocimiento y la clasificación de objetos y la interpretación del paisaje en el ambiente del vehículo. Los sensores disponibles en la actualidad y las técnicas de procesamiento de señales conocidas todavía no pueden ofrecer un reconocimiento del entorno confiable con base en todos las posibles situaciones de conducción y condiciones climáticas. Los sistemas de asistencia por lo tanto ofrecen una asistencia limitada en situaciones determinadas y controladas (por ejemplo con el control de crucero adaptativo: un campo de trabajo normalmente reducido por determinados rangos de velocidades, sin ninguna consideración por objetos verticales, etc.).
- La falta de aceptación de sistemas "abrumadores" por parte de los compradores de dichos vehículos.